# 霍爾茨巴赫河 (貝爾根巴赫河支流)
50°34′28.77″N 6°17′1.16″E / 50.5746583°N 6.2836556°E
霍爾茨巴赫河（德語：Holzbach），是德國的河流，位於該國西部，處於北萊茵-威斯特法倫州，該河流屬於貝爾根巴赫河的左支流，河道全長2.1公里。